# Heteromys desmarestianus
Heteromys desmarestianus är en däggdjursart som beskrevs av Gray 1868. Heteromys desmarestianus ingår i släktet Heteromys och familjen påsmöss. IUCN kategoriserar arten globalt som livskraftig.
Inga underarter finns listade i Catalogue of Life. Wilson & Reeder (2005) skiljer mellan 12 underarter.
Arten har en chokladbrun päls på ovansidan med flera taggar och med enstaka ockrafärgade hår inblandade. Det finns inget orange band på kroppssidan som skiljer den mörka ovansidan från den vitaktiga undersidan. Vid frambenens utsida förekommer en tydlig mörk fläck. Heteromys desmarestianus har små öron. Enligt en annan källa är ovansidans päls mer svartbrun. Kroppslängden (huvud och bål) är 12,3 till 14,8 cm, svanslängden är 13,3 till 19,6 cm och bakfötterna är 3,2 till 4,0 cm långa. Vikten varierar mellan 46 och 87 g och hannar är tydlig tyngre än honor.
Denna gnagare förekommer i Amerika från södra Mexiko till norra Colombia. Arten vistas i låglandet och i bergstrakter upp till 2400 meter över havet. Habitatet utgörs av fuktiga städsegröna eller delvis lövfällande skogar med bra utvecklad undervegetation.
Individerna gräver underjordiska bon i marken, ibland under trädrötter. De äter frön av palmer eller av andra växter samt frukter och insekter. Vanligen skapas ett lager i boet. Honor kan para sig hela året med upp till fem kullar per år. Per kull föds cirka tre ungar. Heteromys desmarestianus kan leva två eller tre år i naturen. Tunneln direkt efter boets ingång är vinkelrätt mot markytan. Ibland sover arten i håligheter i trädstammar som ligger på marken.